# Božično premirje
Božično premirje je bilo vrsta razširjenih neuradnih premirj na zahodni fronti v prvi svetovni vojni za božič leta 1914.    
Božično premirje je nastopilo pet mesecev potem, ko je izbruhnila prva svetovna vojna. Glavni dejavniki, ki so privedli do tega, da bi za božič dosegli premirje, so bili predvsem boji v katerih je vojskam zmanjkalo vojaškega osebja in streliva ter poveljnikov, zaradi ladijskega zastoja v Rdečem morju. V tednu, ki je vodil do 25. decembra so nemški, britanski in francoski vojaki prečkali vojne jarke in se srečali ter si nato izmenjavali pozdrave in govore. Na nekaterih področjih so moški z obeh strani upali, da se sovražno stanje konča na božični večer ali božični dan. Ob tem so si možje med seboj podarili spominke in hrano. Izvedenih je bilo tudi veliko skupnih pogrebnih slovesnosti in zaporniške zamenjave, medtem ko se je več srečanj končalo z mirovnim petjem. Številni moški so tudi igrali nogomet drug z drugim, kar je ustvarilo eno izmed najbolj nepozabnih podob premirja. Sovražnosti so se nadaljevale na nekaterih območjih, medtem, ko so se na drugih bojiščih sovražnosti končale, z namenom zagotoviti počitek utrujenim četam.
V naslednjem letu je bilo nekaj enot razporejenih s prekinitvijo ognja, vendar premirja niso bila nikoli skoraj tako izvedena kot v letu 1914; To je bila deloma posledica močnih naročil od poveljnikov, ki so prepovedovala premirja. Potem, ko so se leta 1915 napadi na evropskih frontah stopnjevali, so vojaki vseh vojsk verjeli, da pravega premirja ne bo mogoče sprejeti še dolgo časa. 
V premirju niso bili edinstveni v božičnem času in odražanju razpoloženja, kjer je pehota tesno skupaj ustavila spopade, sodelovanje v pogovoru ali boju za cigarete. V nekaterih pogojih je bilo občasno sprejeta prekinitev ognja, da bi omogočili vojakom odhod, da bi si opomogli od poškodb in se poklonili mrtvim vojakom. Med drugimi, je bil tihi dogovor, da ne bodo streljali, medtem ko so bili moški spočiti. Božično premirje je bilo še posebej pomembno zaradi števila ljudi, ki so sodelovali in stopnjevali njihova sodelovanja, tudi v mirnem pogoju, je na desetine ljudi odkrito sodelovalo, in so to pogosto videli kot simboličen trenutek miru in humanosti sredi enega izmed najbolj nasilnih in smrtonosnih spopadov v človeški zgodovini.

## Ozadje
V prvih osmih tednih svetovne vojne so francoski in britanski vojaki ustavili nemški napad preko Belgije v Francijo izven Pariza v prvi bitki na Marni v začetku septembra 1914. Nemci so se zato umaknili nazaj v dolino Aisne, kjer so izkopali vojne jarke. V prvi bitki pri Aisne so se francosko-britanski napad povečali in obe strani sta znova začeli kopati jarke in varčevati z delovno silo. Do novembra 1914, je vojska zgradila neprekinjene linije jarkov, ki so potekali od Severnega morja ob severno-zahodni belgijski obali vse do švicarske meje.
V tem času je bilo danih več možnosti, kdaj končati vojno in sprejeti premirje. Večina evropskih politikov je dejala, da bo vojne konec najkasneje do božiča leta 1914. Papež Benedikt XV je 7. decembra 1914 prosil za uradno premirje med sprtimi državami.

## Božič 1914
Na božični večer 24. decembra 1914 je bilo približno 100.000 britanskih in nemških vojakov vključenih v neuradno prekinitev sovražnosti ob zahodni fronti. Nemci so prižgali in položili svečke na svojih jarkih in na božično drevo, nato pa so nadaljevali praznovanje s petjem božične pesmi. Britanci so prav tako peli božično pesem. Obe strani sta nadaljevali s klicanjem božične čestitke za seboj. Kmalu zatem so na bojišče med obema jarkama prišli še francoski, avstro-ogrski in ruski vojaki, kjer so si skupaj z Britanci in Nemci izmenjali majhna darila, kot so hrana, tobak, alkohol in spominke, kot so gumbi in klobuki. Topovi so bili izključeni.
Na božični dan 25. decembra 1914 je britanski brigadni general Walter Congreve, poveljnik 18. pehotne brigade, nameščene blizu Neuve Chapelle, napisal pismo Nemcem v katerem je ta dan razglasil za dan premirja. Eden od njegovih sodelavcev se je pogumno odpravil iz jarka. Častniki in vojaki so se nato rokovali med seboj ter si izmenjali cigarete in cigare. Najmlajši vojak, ki je kadil, je bil star 18 let. Zaradi strahu pred nemškimi ostrostrelci so nekateri nehote sprejeli premirje.
Na Yserjevi fronti, kjer so se nemški in belgijski vojaki srečevali med seboj v decembru 1914, je bilo premirje sprejeto na zahtevo belgijskih vojakov, ki so želeli poslati pisma svojim družinam, na nemško zasedenih in okupiranih delih Belgije.

### Nogometna tekma
Mnogi dogodki božičnega premirja so vključevali eno ali več nogometnih tekem, odigranih na bojišču med jarki. To je bilo omenjeno v nekaterih od prvih poročil, s pismom, ki so ga zdravniki prejeli iz britanske brigade in ga objavljavili v The Timesu na novoletni dan 1. januarja 1915. Podobne zgodbe so povedali v preteklih letih. Po poročanju je bil prvi rezultat tekme 3-2 za Nemce.

### Vzhodna fronta
Na vzhodni fronti so prvo potezo izvedli avstro-ogrski poveljniki, na enem iz bojišč. Rusi so se odzvali pozitivno in vojaki so na koncu opravili srečanja sredi bojišča.

## Poznejši dogodki
Po novem letu 1915 so se na zahodni in vzhodni fronti znova začeli spopadati, kar je kazalo na to, da božično premirje med sovražniki ni bilo uspešno. S tem se je vojna nadaljevala. Vedno več vojakov in poveljnikov je tako trdilo, da pravega premirja ne bo mogoče sprejeti še zelo dolgo časa. Decembra leta 1915, 1916 in 1917 so čete ponovno poskušale izpeljati premirje v božičnem času, kot so to izvedli leta 1914, a ti postopki niso imeli nobenega uspeha, zaradi česar so se spopadi še naprej nadaljevali.